# Надпечатка (боністика)
Наддруківка в боністиці — додатково надрукований текст або графічне зображення на банкноті, цінному папері або інших знаках оплати після того, як вони були надруковані (у тому числі на поштових марках, які офіційно виконують функцію розмінної монети).
Історично наддруківки застосовувалися в багатьох цілях: для вказівки доплати, обмеження території ходіння, в ознаменування подій, як контрольні відмітки тощо.

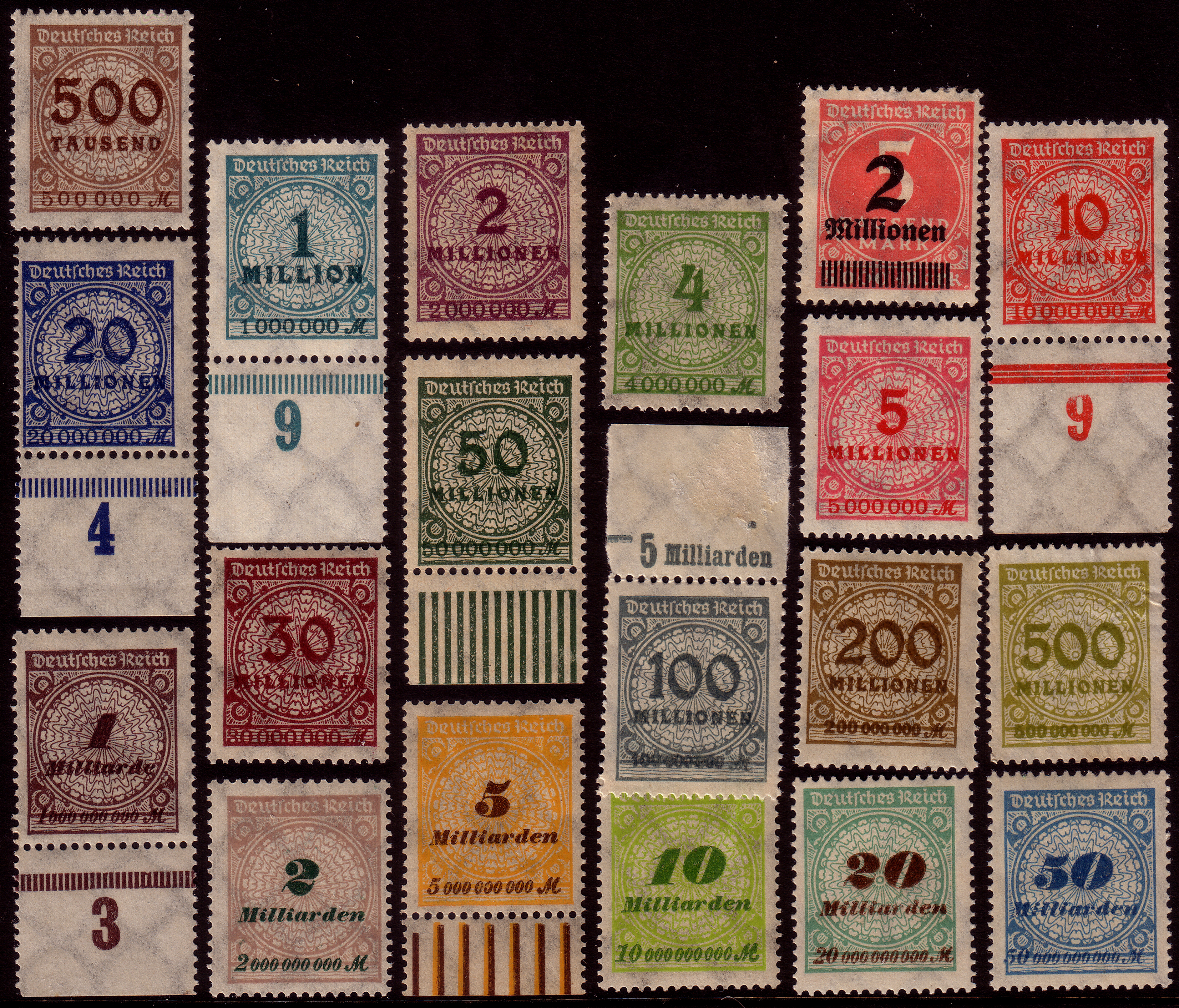
Поштові марки Веймарської Німеччини періоду гіперінфляції (початок 1920-х років). Також використовувалися як розмінна монета

.

## Німецькі наддруківки часівгіперінфляції

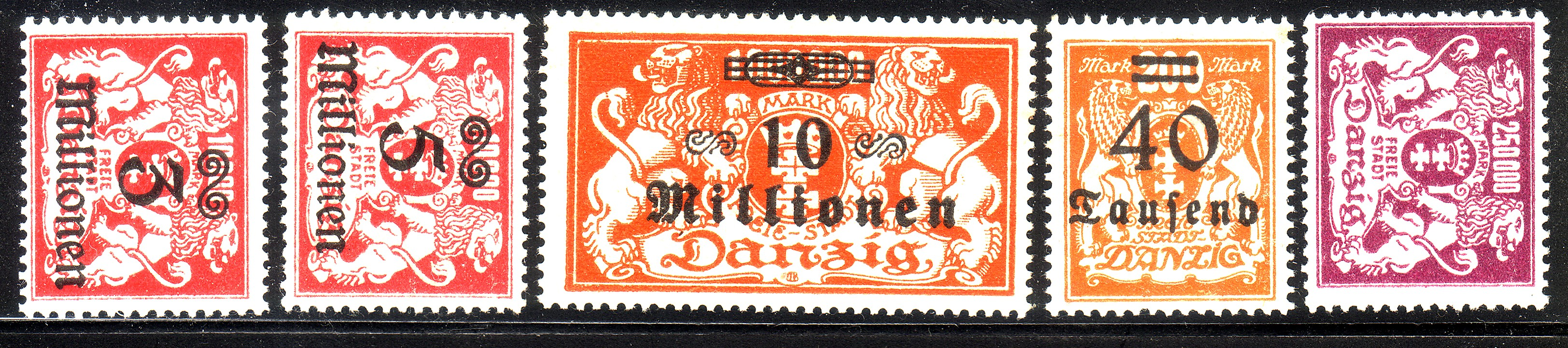
Інфляційні поштові марки вільного міста Данциг, 1923

Наддруківка номіналу, або вартості (англ. surcharge), — наддруківка, що змінює або підтверджує номінал. До таких наддруківок зазвичай вдавалися з причини швидкої зміни обставин, що не було часу або економічно було не вигідно виготовлення купюр відповідних номіналів, або просто з метою використання залишків невикористаного накладу знецінених грошей або марок, що виконували роль дрібної розмінної монети.
Широко відомий приклад наддруківок на банкнотах і марках Німеччини в період гіперінфляції 1921–1923 років. Марки номіналом в 10-20 пфенігів уже не годилися для оплати поштових зборів (на конверт звичайного листа треба було б наклеювати сотні таких марок), тому спочатку уряд зробив на наявних марках наддруківки з номіналами до 10 німецьких марок, доки не будуть випущені нові марки, але до 1923 року марними почали бути навіть знову видрукувані марки номіналом до 75 тисяч німецьких марок, і на них довелося зробити наддруківки більш високих номіналів — до 2 мільйонів німецьких марок, а потім, у наступному раунді, — з номіналами до 50 мільярдів, перш ніж відбулася реформа фінансової системи.
Багато країн використовували наддруківки для зміни вартості при переході на нову грошову одиницю, наприклад, багато країн Британської Співдружності захотіли перейти до десяткової грошової одиниці наприкінці 1960-х років.

## Перейменування Центрального/Національного банку

### Болівія,1929
У Болівії в 1928 році відбулася грошова реформа у співвідношенні 1:1 між двома валютами.
Однак через те, що в банках залишилася велика кількість не випущених в обіг купюр болівіано зразка 1911 року, вирішено було ввести їх в обіг паралельно з новими болівіано, забезпечивши наддруківкою на лицьовій стороні. Після того, як Національний банк Болівії, що здійснював емісію купюр зразка 1911 року, змінив назву на Центральний банк Болівії, наддруківки виконувалися зі збереженням колишнього номіналу в один рядок чорною фарбою: Центральний банк Болівії.

### Коста-Рика,1943

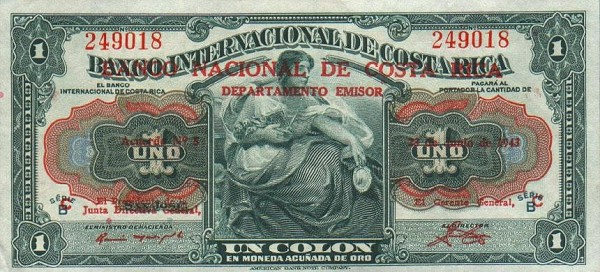
Передрук назви банку Коста-Рики, 1943

На початку 1940-х років Інтернаціональний банк Коста-Рики, що здійснював емісію національної валюти колон, був перейменований у Національний банк Коста-Рики.
У банку залишилася велика кількість не випущених в обіг дрібних купюр зразка 1918/1936 років, коли центральний банк країни почав називатись по-іншому. В 1942 році було прийнято рішення пустити ці купюри в обіг, надрукувавши на них нову назву банку, дату і новий номер банкноти.
Наддруківки виконувалися зі збереженням колишнього номіналу, але зі зміною номерів банкнот червоною фарбою: Національний банк Коста-Рики, новий номер, емісійний департамент, дата.

## Територіальні наддруківки

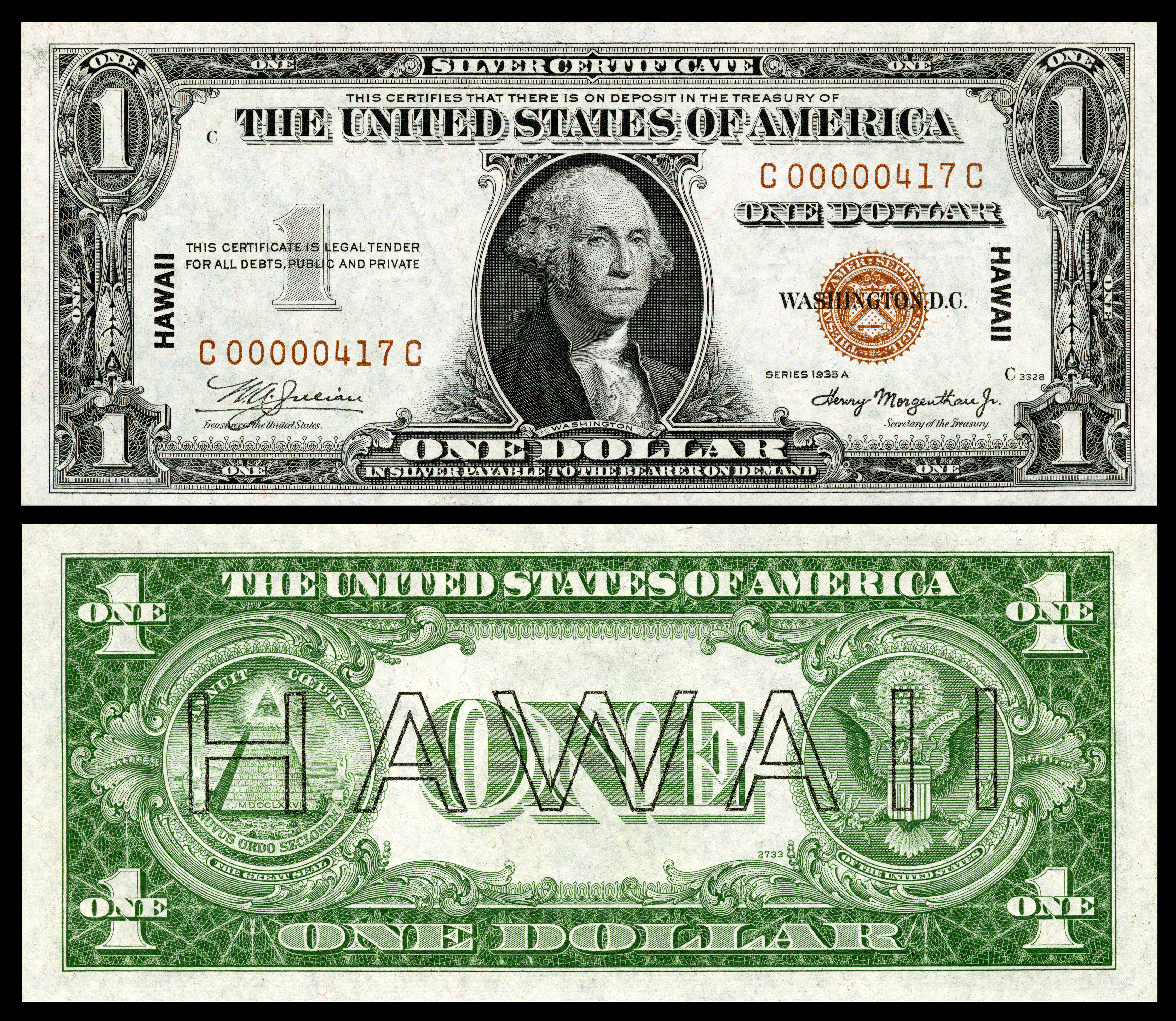
Наддруківка Гаваї на доларах США після нападу на Перл-Гарбор на випадок окупації островів Японією

Територіальні наддруківки проводилися з різними цілями, щоб обмежити обіг грошей або колоніями, або окупованою територією, якою територією, якій загрожує окупація, або частиною своєї території.

### Гавайські острови,1941–1942
Наддруківки на грошах робилися під час Другої світової війни після нападу Японії на Перл-Гарбор. Мета — помітити валюту США, що мала обіг на Гаваях, словом «HAWAII» («Гаваї») — на випадок захоплення японцями Гавайських островів.
Наддруківки робилися після атаки Перл-Гарбора, з кінця грудня 1941 року до 1943 року, на банкнотах випуску Сан-Франциско (банк ФРС № 12) серій 1934 і 1935 років номіналами 1, 5, 10 і 20 доларів.

### Персія,1920-ті

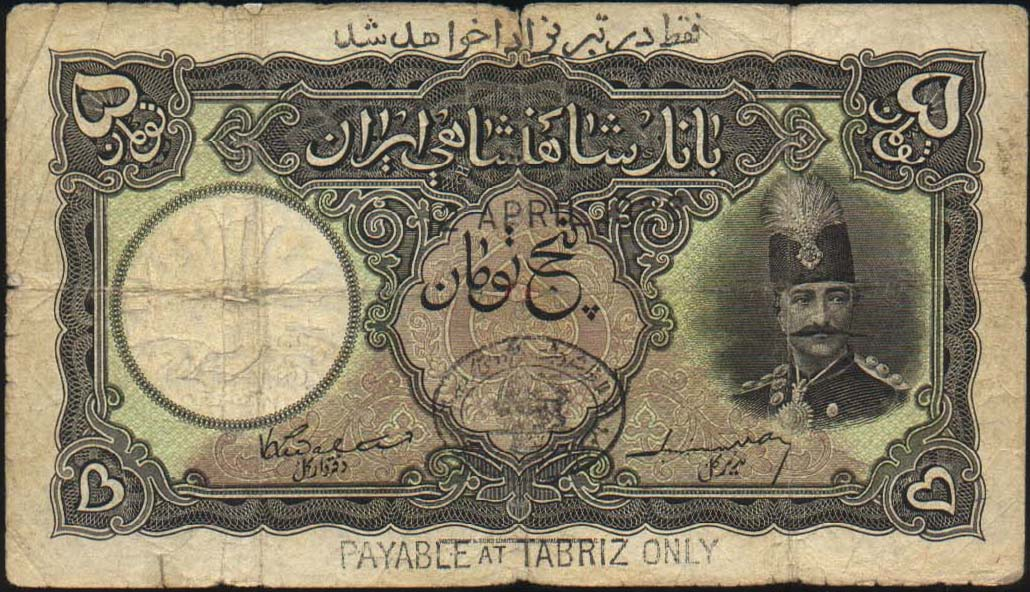
5 перських туманів із наддруківкою, що обмежує ходіння виключно Іранським Азербайджаном. 1928

З 1920-х років до 1940-х в Персії/Ірані випускалися як наддруковані, так і відокремлені гроші для Іранського Азербайджану, у якому були сильні сепаратистські настрої і який двічі за цей період був частково окупований РРФСР/СРСР (на самому початку 1920-х років; потім у 1941–1946 роках, щоби забезпечити безперебійні постачання по «південному шляху» ленд-лізу з Великої Британії і США через контрольовану англійцями територію).

## «Задруківка» неугодних портретів

### ОстрівГаїті,1986
Наддруківки на гаїтянських гурдах робилися одразу після падіння проамериканського режиму тонтон-макутів Бебі Дока Дювальє.
Наддруківка полягала в червоному колі з перекреслюючою його по діагоналі рисою й надрукованій нижче датою закінчення правління режиму Дювальє (7 лютого 1986 року) червоного кольору.
Наддруківка закривала зображення Бебі Дока і його батька — сумно відомого Папи Дока, Франсуа Дювальє, яких згодом змінили зображення історичних діячів, що залишили про себе пам'ять в історії Республіки Гаїті — наприклад, Туссен-Ловертюра.

### Іран,1979–1980роки

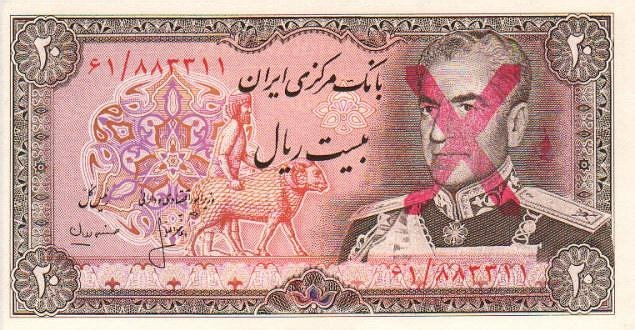
Наддруківка 1979 р. на 20 ріалах 1974 р.

Щось схоже мало місце в Ірані після перемоги Ісламської революції аятоли Хомейні в 1979 році.
Спочатку, в 1979 році, зображення колишнього шаха Мохаммед Реза Пехлеві, який був зображений на всіх випусках усіх грошових купюр Ірану, починаючи з 1944 року, запечатували одним (портрет) або двома (портрет і водяний знак) хрестами, зазвичай червоною фарбою.

### «Задруківка»1979/1980років

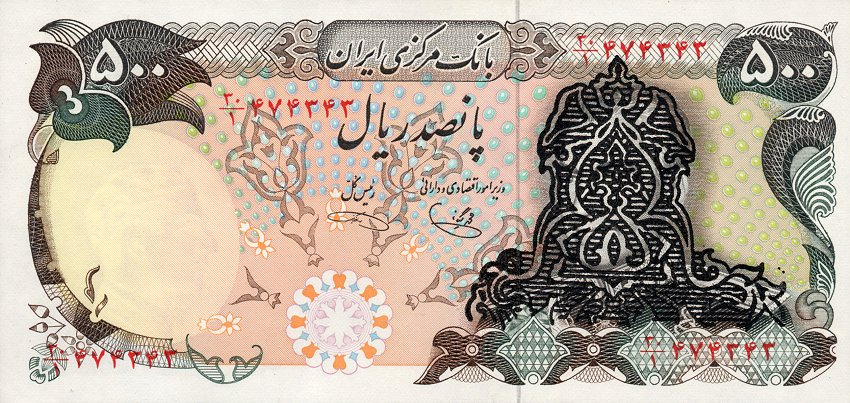
500 ріалів з наддруківками1980 р.

Потім, в 1980 році, зображення іранського шаха Пехлеві на банкнотах було закрито «художнім» химерним чорним малюнком, що повторює його силует.
Це було визнано доцільним, оскільки в Центральному банку Ірану залишалися великі запаси надрукованих, але не випущених в обіг банкнот зразка 1974 року, на кожній з яких було зображення ненависного новій владі шаха.

### Німеччина, 1923–1924

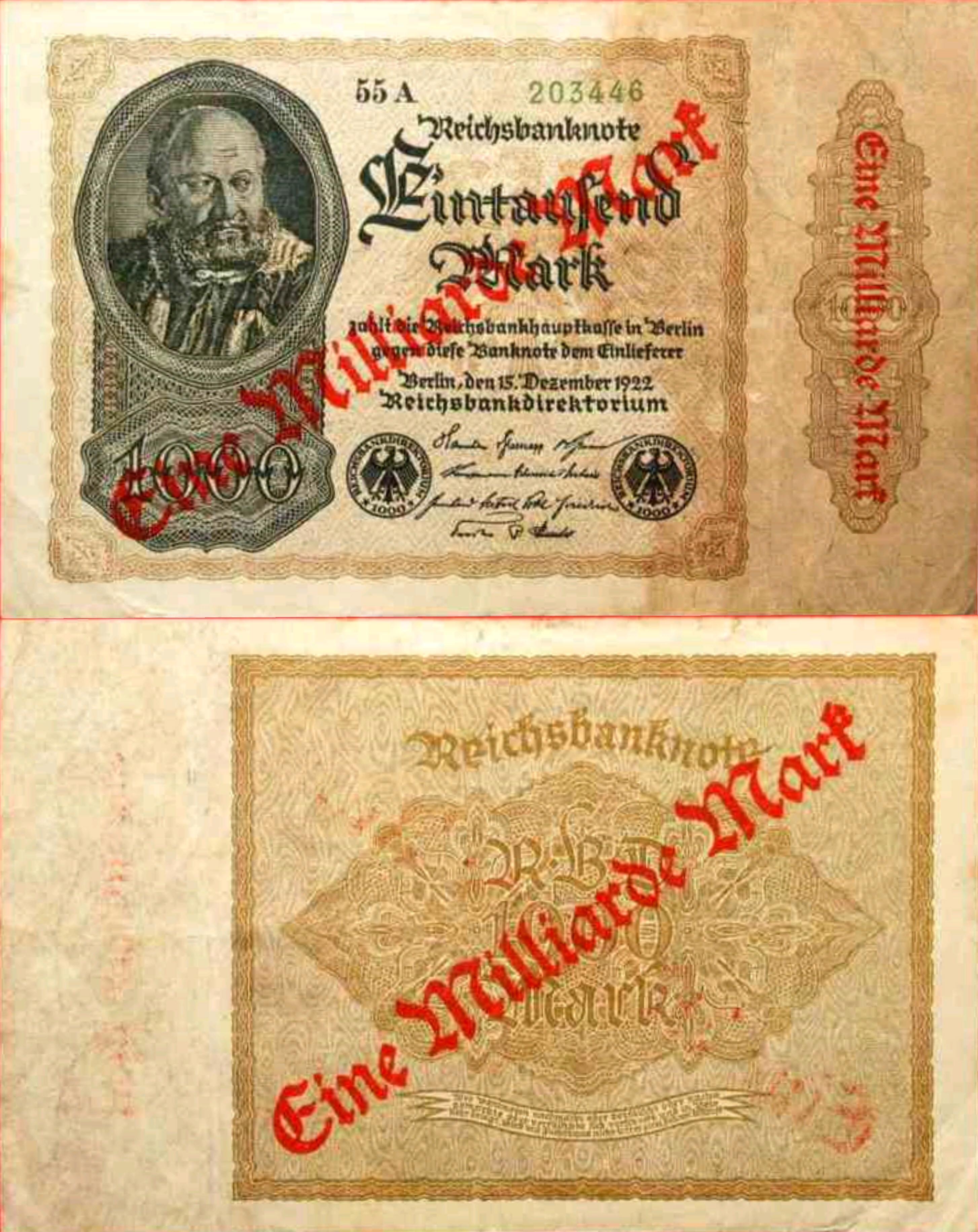
Мільярд нім. марок 1923 — з 1000 марок 1922. Аверс і реверс

## Наддруківки зі збільшеннямноміналу

### Нікарагуа,1987–1990
У Нікарагуа в 1980-х роках відбувалася, по суті, громадянська війна між лівими «сандиністами», які прийшли до влади наприкінці 1970-х, і проамериканськими «сомосівцями».
Сандиністи мали величезну проблему в особі США, які, щоби підірвати вплив СРСР у країні, організували і фінансували партизанську війну «сомосівців» в межах республіки (так само як і в Афганістані), особливо вздовж кордону із Сальвадором, де розташовувались американські бази постачання.
Це сприяло швидкій гіперінфляції, яка в 1988 році досягла тридцяти тисяч відсотків.
У результаті впродовж декількох років робилися надпечатки на банкнотах старих років випуску, які в тисячі й десятки тисяч разів збільшували номінал цих купюр.
Надпечатки робилися простою чорною друкарською фарбою (в одну фарбу) в 1987–1991 роках на купюрах нікарагуанської валюти кордобас зразка 1979 і 1985 років.
Ці наддруківки виконувалися найчастіше досить неякісно: або на одній стороні купюри, або криво, або перевернуті наддруківки (догори ногами), або погано надруковані відбитки.
Через легкість підробок широко були поширені фальшиві гроші із заданими наддруківками.

### Придністров'я,1996і1998
Придністровські купюри 10000 рублів 1996 і 1998 років випуску, 50000 рублів 1996 року і 100000 рублів 1996 року друкували, роблячи наддруківки того ж кольору, що і гроші, на відповідно — одному, п'яти й десяти придністровських рублях 1994 року випуску.
Робилося це у зв'язку з тим, що запаси надрукованих купюр дрібного номіналу зразка 1993/94 рр. за два роки у зв'язку з гіперінфляцією знецінилися приблизно в десять тисяч разів, і значна їхня частина так і не була своєчасно випущена в обіг через повну незначність номіналів.
Вихід Банк Придністров'я знайшов у підвищенні номіналу кожної з купюр в 10 000 разів.

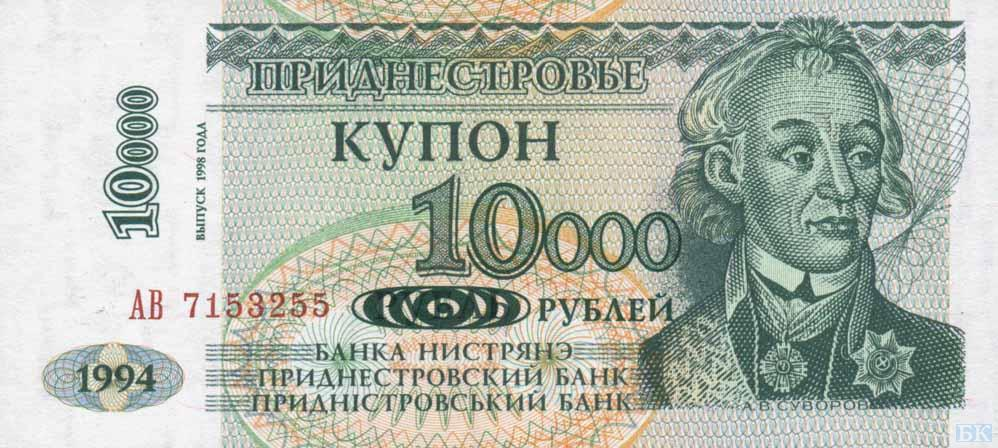
10 000 рублів 1996 - з 1 рубля 1994, аверс
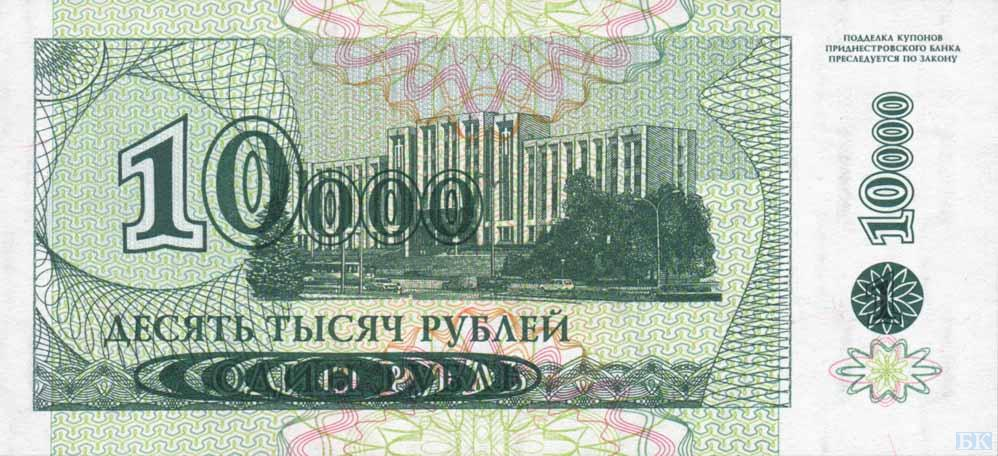
10 000 рублів 1998 - з 1 рубля 1994, реверс
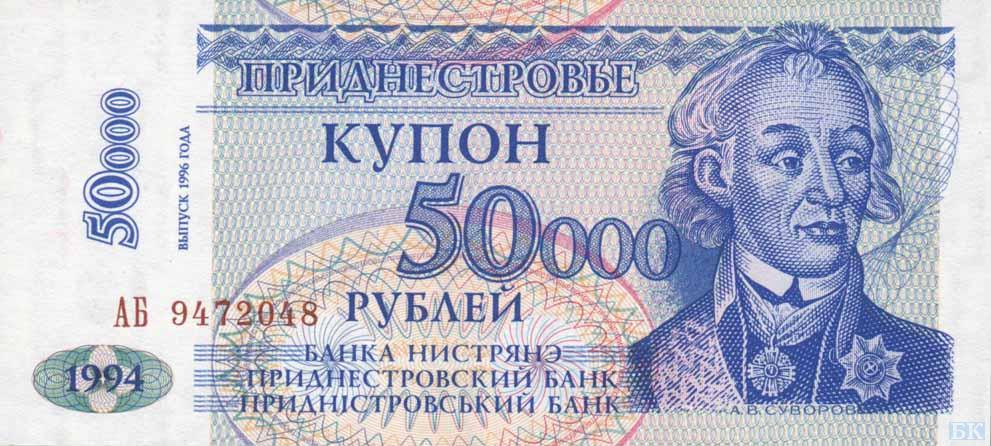
50 000 рублів 1996 - з 5 рублів 1994, аверс
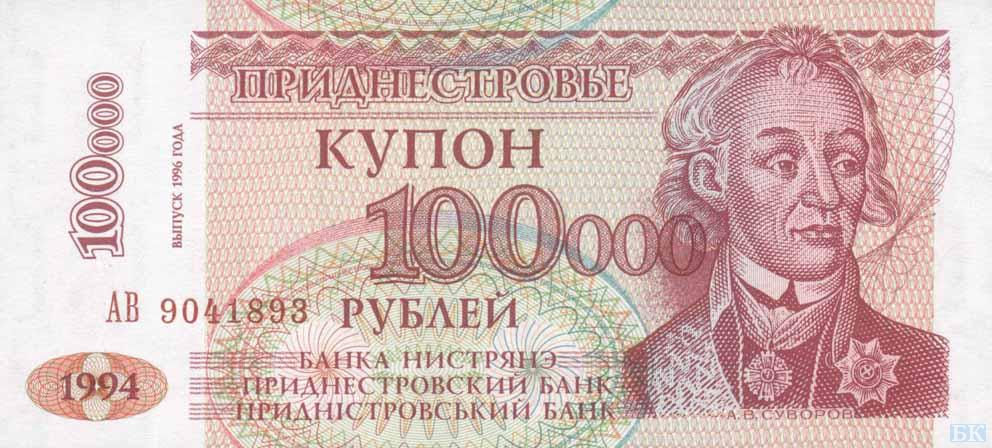
100 000 рублів 1996 - з 100 рублів 1994, реверс

## Наддруківки зі зменшенням номіналу
Проводилися за деномінації валюти в декількох країнах світу.

### Болівія,1987
У Болівії в 1987 році сталася грошова реформа національної валюти — заміна песо болівіано на нове болівіано — з пониженням курсу в один мільйон разів. Сталося це в результаті гіперінфляції 1983–1987 років (до 1984 найбільшою купюрою були 1000 песо; в 1985 — уже 10 мільйонів песо).
У результаті уряд вирішив використовувати велику кількість надрукованих раніше «гіперінфляційних» банкнот із безліччю нулів як дрібні розмінні гроші, які замінять монети. На них ставилися наддруківки, що знижували номінал від мільйона до двох мільйонів разів.

### Бразилія1966–1991

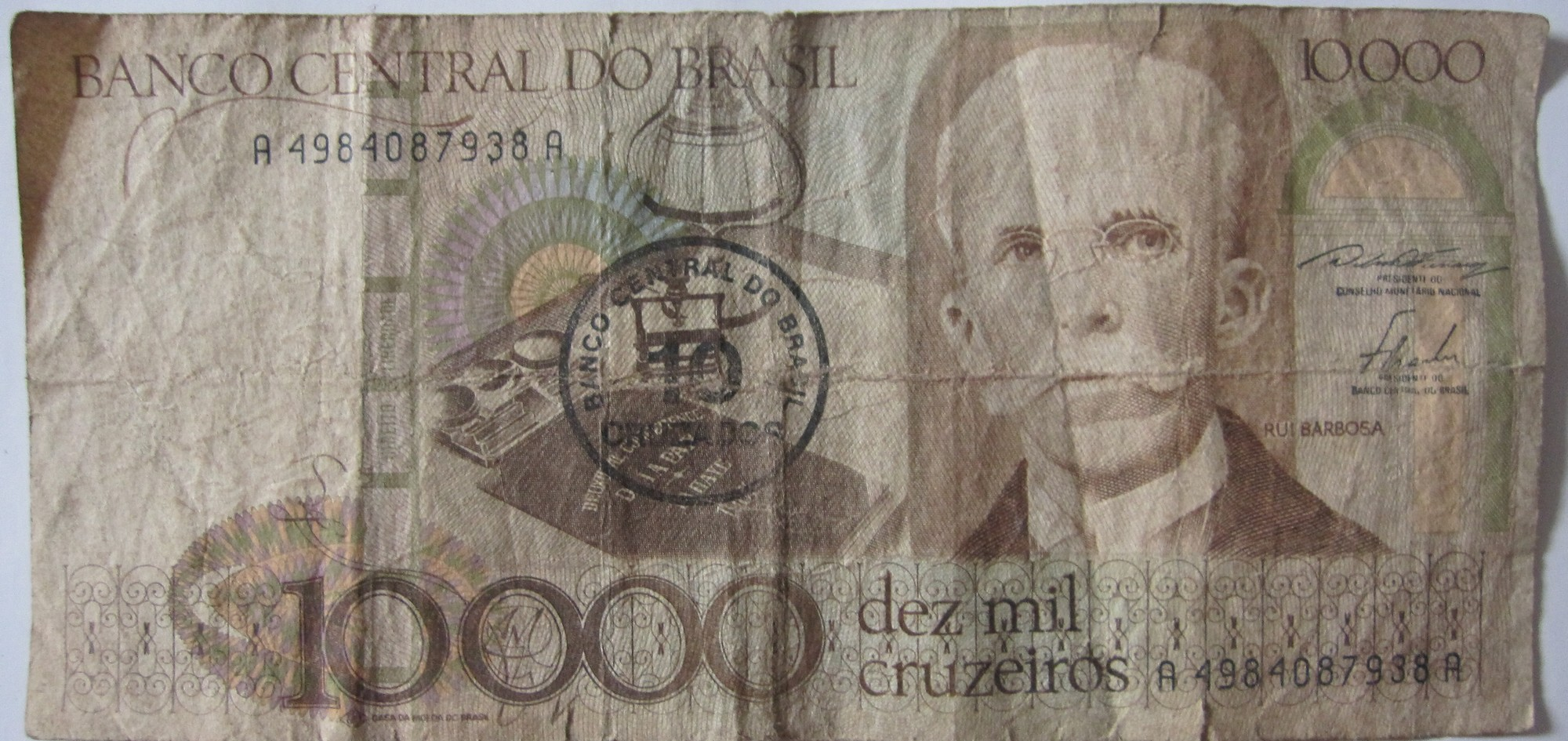
10 крузадо, наддруківка на 10 000 крузейро.

У Бразилії в 1966–1967 роках деномінували національну грошову одиницю крузейро, перетворивши її в новий крузейро. В обігу залишилися старі банкноти, помічені круглою печаткою з новим номіналом. У 1986 році у зв'язку з деномінацією змінилася cтapа назва грошової одиниці на крузадо. Грошові знаки колишніх років залишалися в обігу, якщо були надпечатані круглою печаткою з новими реквізитами. 1989 рік. У Бразилії нова деномінація. Грошову одиницю почали називати новим крузадо, який виріс щодо старого в 1000 разів. Про це засвідчила трикутна печатка на старих грошових знаках. У 1991 році уряд вирішив повернути валюті назва крузейро, не змінюючи паритет. Старі грошові знаки стали «новими», діставши прямокутні наддруківки.

## Наддруківка в рекламних цілях
Наприкінці ХХ — початку XXI століття в різних країнах Європи, СНД та ін. почали застосовуватися несанкціоноване державними органами влади нанесення рекламних текстів на паперові грошові знаки. На купюрах ставиться штамп із рекламним написом із зазначенням товару або послуги (реклама вирішення питань за ДТП, служби в армії тощо) та контактні дані (адреса, телефон).
Купюри з такими наддруківками не втрачають ознаки платоспроможності й можуть перебувати в обігу.

## Наддруківка в агітаційних цілях
Грошові знаки, у тому числі ті, що вийшли з обігу, мають вкрай низьку купівельну спроможність (через високу інфляцію), а також поліграфічна продукція, що має зовнішню схожість із грошовими знаками, з відповідними написами використовувалися, як агітаційні листівки. Яскравими прикладами таких явищ можна розглядати агітаційні тексти при воєнних діях (Перша і Друга світова війна), а також у період гіперінфляції після революції 1917 року, коли різні політичні та економічні сили боролися проти Радянської влади, у тому числі й завдяки агітації на грошових знаках, які мають низьку купівельну спроможність (випуск листівок був більш витратним, ніж нанесення наддруківок — написів на паперових грошових знаках малих номіналів).

## Наддруківка «Зразок»

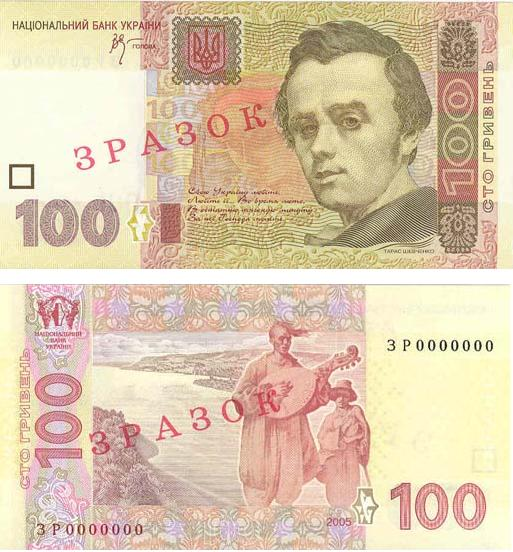
100 гривень із наддруківкою «Зразок»

Наддруківка слова «Зразок» (мовою відповідної країни) трапляється досить часто на грошових знаках і цінних паперах, що мають фізичне вираження (документарних цінних паперах).
Ця наддруківка зазвичай наноситься великими літерами по всьому полю купюри або цінного паперу. Зазвичай купюри з такими наддруківками випускаються при випуску нового зразка грошових знаків або при грошовій реформі; розповсюджуються серед банків та інших спеціалізованих фінансових інститутів із метою навчання співробітників та надання співробітникам фінансової сфери зразків відповідних купюр і цінних паперів. Купюри з такими наддруківками мають усі ознаки платоспроможної купюри, але реально не можуть бути використані в грошовому обігу (використовуються як макет, зразок грошового знака).